# Pseudochromidae

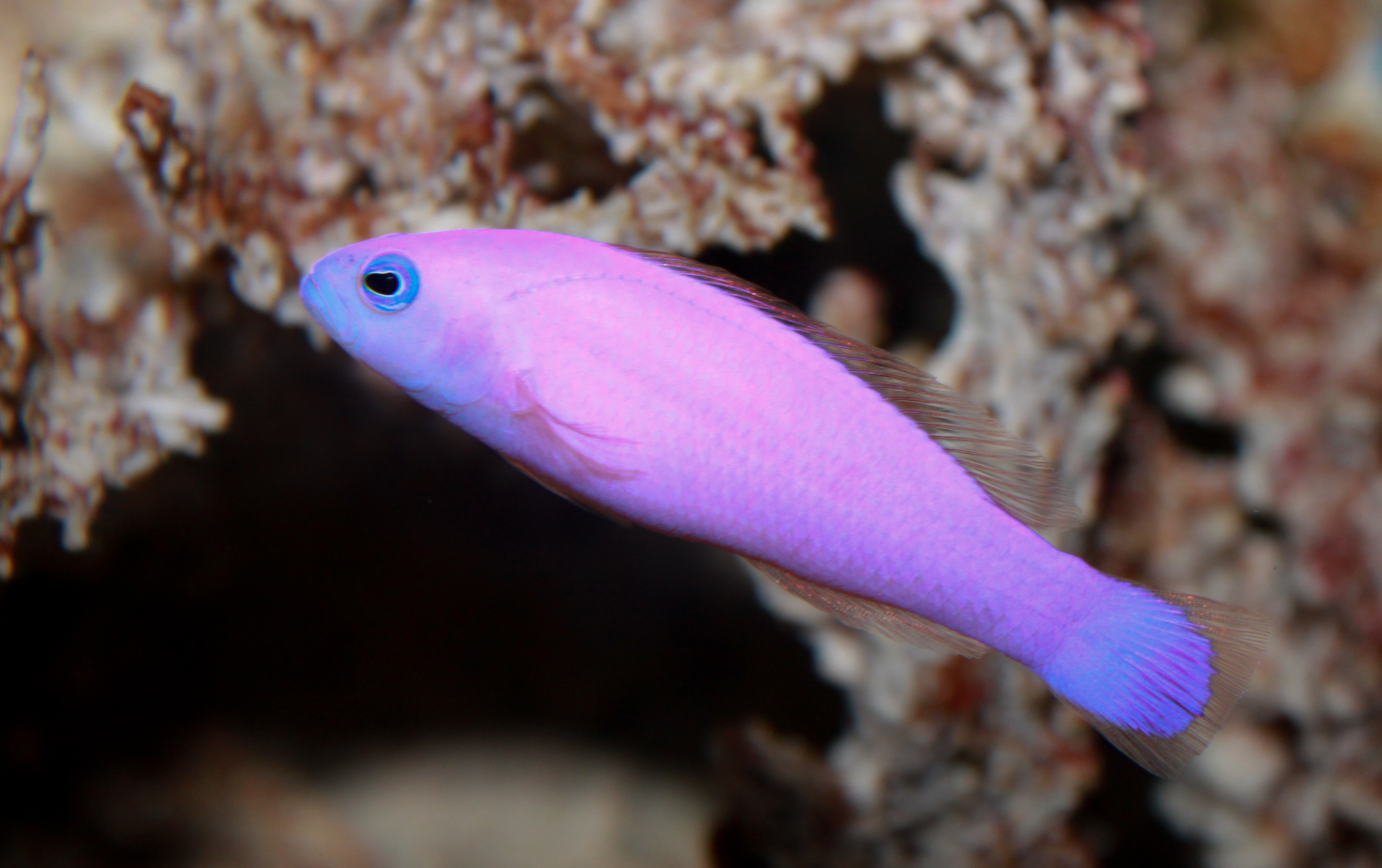
Pictichromis porphyrea

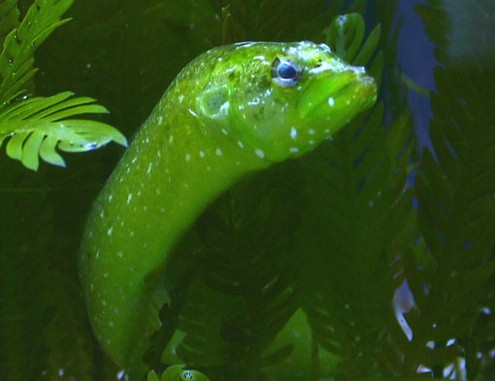
Congrogadus subducens

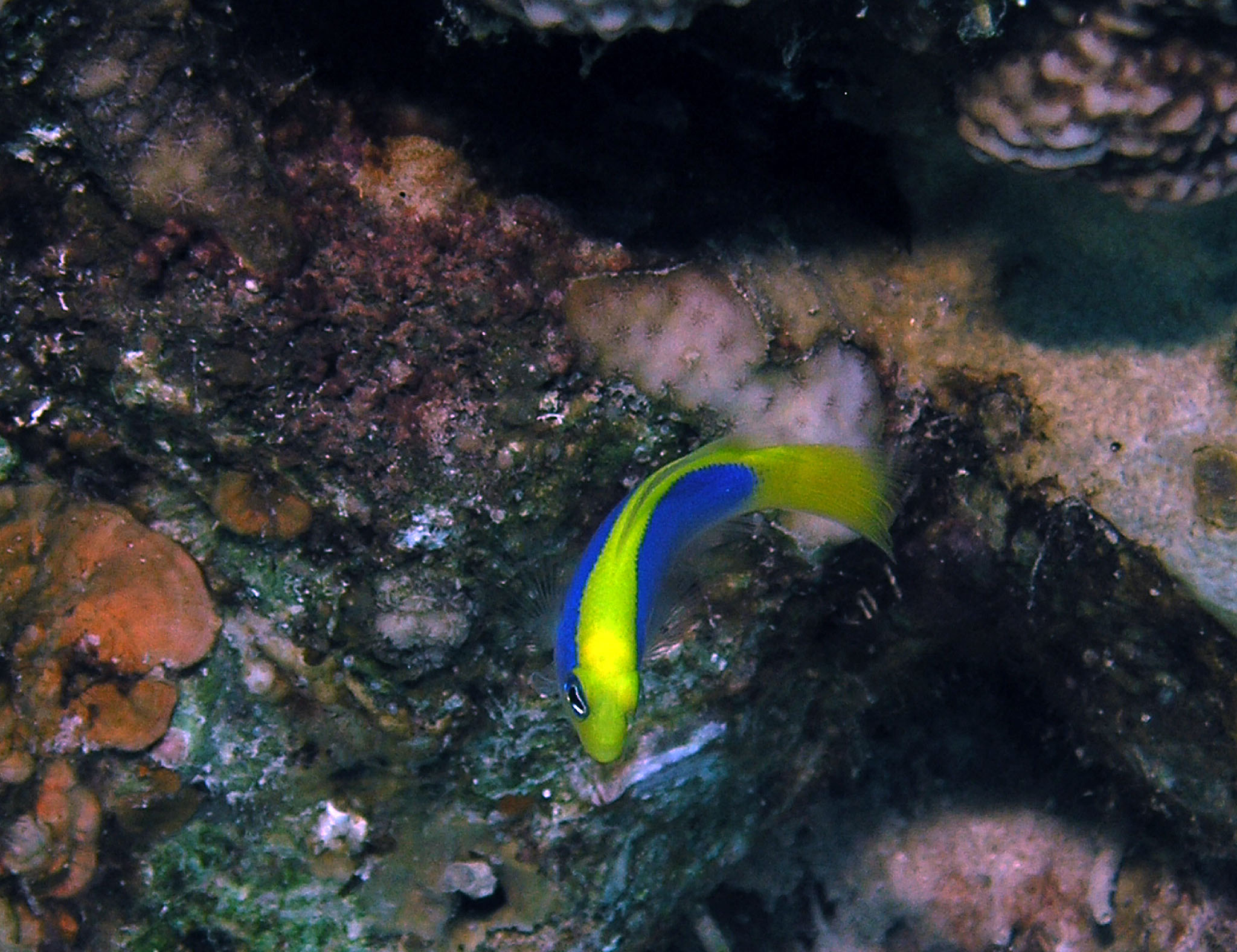
Pseudochromis flavivertex

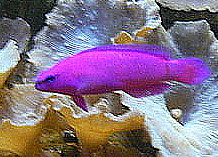
Pseudochromis fridmani

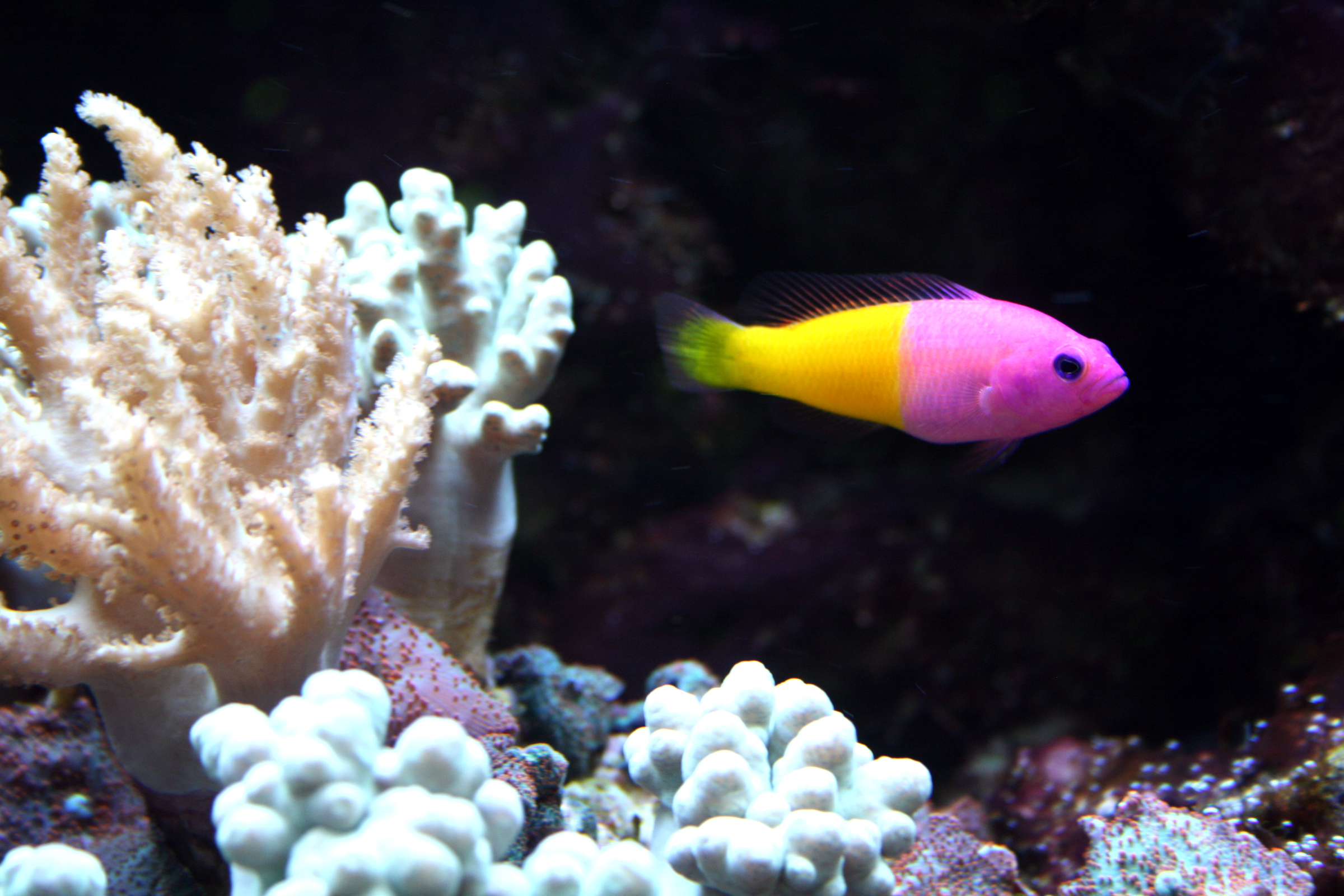
Pictichromis paccagnellae

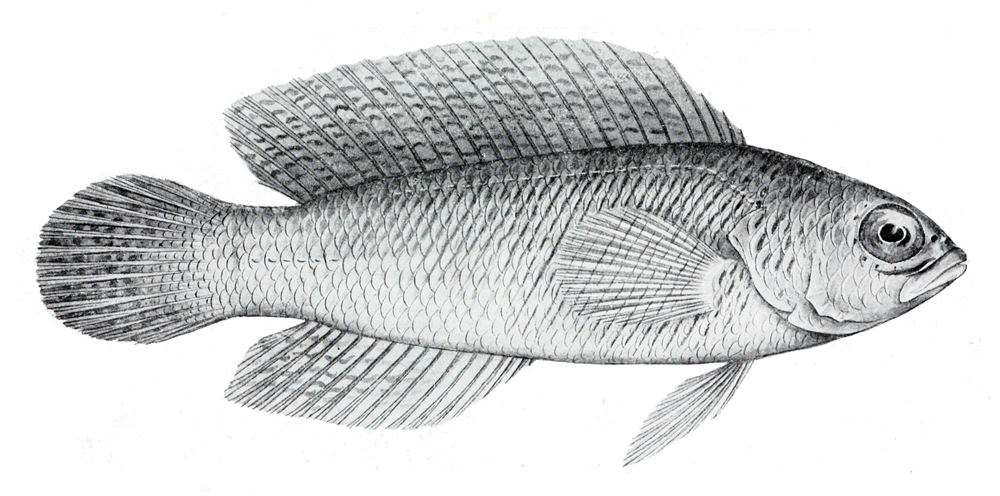
Cypho purpurascens

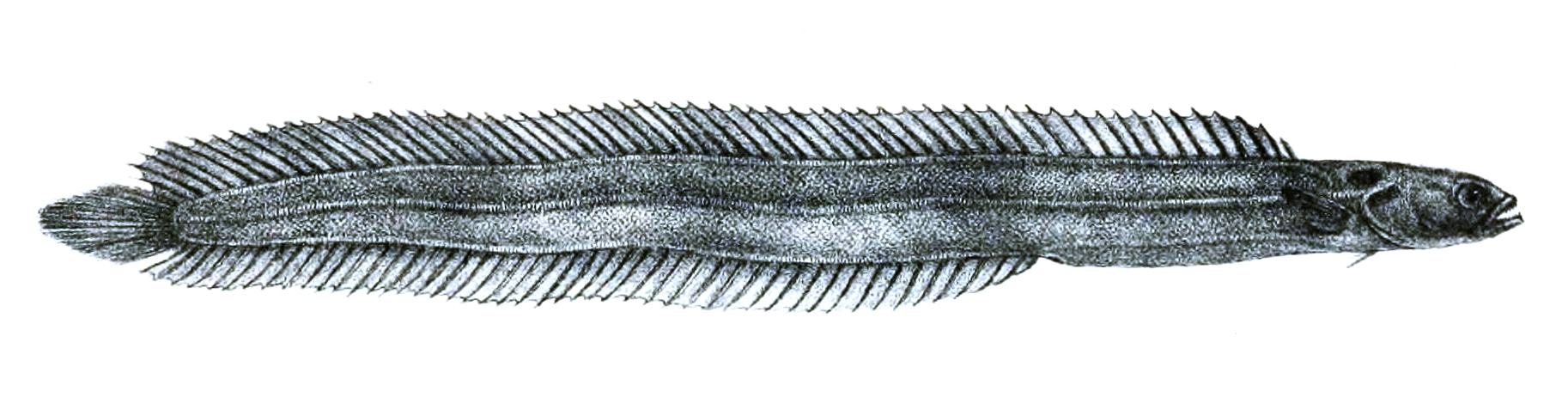
Halidesmus scapularis

Gli Pseudochromidae sono una famiglia di pesci ossei marini e (solo poche specie) d'acqua salmastra dell'ordine Perciformes.

## Distribuzione e habitat
Questa famiglia è endemica delle zone tropicali dell'Indo-Pacifico. Vivono nei pressi di fondi duri, spesso costieri. La grande maggioranza delle specie si trova nelle barriere coralline. Poche specie popolano le acque salmastre.

## Descrizione
Si tratta di pesci di piccole dimensioni (misura massima 50 cm, media 11 cm) con corpo allungato e talvolta anguilliforme, spesso dotati di livree molto vivaci. La pinna dorsale è unica, piuttosto lunga e con alcuni raggi spinosi iniziali. La pinna caudale può essere arrotondata, appuntita o tronca, solo in rari casi biloba. Le pinne ventrali hanno un raggio spinoso e sono inserite sotto o appena davanti alle pinne pettorali. In alcuni generi (come Congrogadus) il corpo è anguilliforme e molto allungato e le pinne dorsale, anale e caudale sono fuse come nei veri Anguilliformes. La linea laterale può essere incompleta o completa.

## Biologia
In genere non si allontanano dalla tana situata in anfratti o tra i ciottoli.

### Alimentazione
Si cibano di invertebrati e piccoli pesci.

### Riproduzione
Le uova vengono sorvegliate dal maschio. In alcune specie le uova fecondate vengono tenute in bocca fino alla schiusa (incubazione orale comune in molti Cichlidae).

## Specie
- Genere  Amsichthys
  - Amsichthys knighti
- Genere  Anisochromis
  - Anisochromis kenyae 
  - Anisochromis mascarenensis 
  - Anisochromis straussi
- Genere  Assiculoides
  - Assiculoides desmonotus
- Genere  Assiculus
  - Assiculus punctatus
- Genere  Blennodesmus
  - Blennodesmus scapularis
- Genere  Chlidichthys
  - Chlidichthys abruptus 
  - Chlidichthys auratus 
  - Chlidichthys bibulus 
  - Chlidichthys cacatuoides 
  - Chlidichthys chagosensis 
  - Chlidichthys clibanarius 
  - Chlidichthys foudioides 
  - Chlidichthys inornatus 
  - Chlidichthys johnvoelckeri 
  - Chlidichthys pembae 
  - Chlidichthys randalli 
  - Chlidichthys rubiceps 
  - Chlidichthys smithae
- Genere  Congrogadus
  - Congrogadus amplimaculatus 
  - Congrogadus hierichthys 
  - Congrogadus malayanus 
  - Congrogadus spinifer 
  - Congrogadus subducens 
  - Congrogadus winterbottomi
- Genere  Cypho
  - Cypho purpurascens 
  - Cypho zaps
- Genere  Halidesmus
  - Halidesmus coccus 
  - Halidesmus polytretus 
  - Halidesmus scapularis 
  - Halidesmus socotraensis 
  - Halidesmus thomaseni
- Genere  Halimuraena
  - Halimuraena hexagonata 
  - Halimuraena lepopareia 
  - Halimuraena shakai
- Genere  Halimuraenoides
  - Halimuraenoides isostigma
- Genere  Haliophis
  - Haliophis aethiopus 
  - Haliophis diademus 
  - Haliophis guttatus
- Genere  Labracinus
  - Labracinus atrofasciatus 
  - Labracinus cyclophthalmus 
  - Labracinus lineatus
- Genere  Lubbockichthys
  - Lubbockichthys multisquamatus 
  - Lubbockichthys myersi 
  - Lubbockichthys tanakai
- Genere  Manonichthys
  - Manonichthys alleni 
  - Manonichthys jamali 
  - Manonichthys paranox 
  - Manonichthys polynemus 
  - Manonichthys scintilla 
  - Manonichthys splendens 
  - Manonichthys winterbottomi
- Genere  Natalichthys
  - Natalichthys leptus 
  - Natalichthys ori 
  - Natalichthys sam
- Genere  Ogilbyina
  - Ogilbyina novaehollandiae 
  - Ogilbyina queenslandiae 
  - Ogilbyina salvati
- Genere  Oxycercichthys
  - Oxycercichthys veliferus
- Genere  Pectinochromis
  - Pectinochromis lubbocki
- Genere  Pholidochromis
  - Pholidochromis cerasina 
  - Pholidochromis marginatus
- Genere  Pictichromis
  - Pictichromis aurifrons 
  - Pictichromis caitlinae 
  - Pictichromis coralensis 
  - Pictichromis diadema 
  - Pictichromis dinar 
  - Pictichromis ephippiata 
  - Pictichromis paccagnellae 
  - Pictichromis porphyrea
- Genere  Pseudochromis
  - Pseudochromis aldabraensis 
  - Pseudochromis alticaudex 
  - Pseudochromis ammeri 
  - Pseudochromis andamanensis 
  - Pseudochromis aureolineatus 
  - Pseudochromis aurulentus 
  - Pseudochromis bitaeniatus 
  - Pseudochromis caudalis 
  - Pseudochromis chrysospilus 
  - Pseudochromis coccinicauda 
  - Pseudochromis colei 
  - Pseudochromis cometes 
  - Pseudochromis cyanotaenia 
  - Pseudochromis dilectus 
  - Pseudochromis dixurus 
  - Pseudochromis dutoiti 
  - Pseudochromis eichleri 
  - Pseudochromis elongatus 
  - Pseudochromis erdmanni 
  - Pseudochromis flammicauda 
  - Pseudochromis flavivertex 
  - Pseudochromis flavopunctatus 
  - Pseudochromis fowleri 
  - Pseudochromis fridmani 
  - Pseudochromis fuligifinis 
  - Pseudochromis fuscus 
  - Pseudochromis howsoni 
  - Pseudochromis jace 
  - Pseudochromis jamesi 
  - Pseudochromis kolythrus 
  - Pseudochromis kristinae 
  - Pseudochromis leucorhynchus 
  - Pseudochromis linda 
  - Pseudochromis litus 
  - Pseudochromis lugubris 
  - Pseudochromis luteus 
  - Pseudochromis madagascariensis 
  - Pseudochromis magnificus 
  - Pseudochromis marshallensis 
  - Pseudochromis matahari 
  - Pseudochromis melanurus 
  - Pseudochromis melas 
  - Pseudochromis mooii 
  - Pseudochromis moorei 
  - Pseudochromis natalensis 
  - Pseudochromis nigrovittatus 
  - Pseudochromis oligochrysus 
  - Pseudochromis olivaceus 
  - Pseudochromis omanensis 
  - Pseudochromis persicus 
  - Pseudochromis perspicillatus 
  - Pseudochromis pesi 
  - Pseudochromis pictus 
  - Pseudochromis punctatus 
  - Pseudochromis pylei 
  - Pseudochromis quinquedentatus 
  - Pseudochromis ransonneti 
  - Pseudochromis reticulatus 
  - Pseudochromis rutilus 
  - Pseudochromis sankeyi 
  - Pseudochromis socotraensis 
  - Pseudochromis springeri 
  - Pseudochromis steenei 
  - Pseudochromis striatus 
  - Pseudochromis tapeinosoma 
  - Pseudochromis tauberae 
  - Pseudochromis tigrinus 
  - Pseudochromis tonozukai 
  - Pseudochromis viridis 
  - Pseudochromis wilsoni
- Genere  Pseudoplesiops
  - Pseudoplesiops annae 
  - Pseudoplesiops collare 
  - Pseudoplesiops howensis 
  - Pseudoplesiops immaculatus 
  - Pseudoplesiops occidentalis 
  - Pseudoplesiops revellei 
  - Pseudoplesiops rosae 
  - Pseudoplesiops typus 
  - Pseudoplesiops wassi
- Genere  Rusichthys
  - Rusichthys explicitus 
  - Rusichthys plesiomorphus [2]